# ماير بيفان
ماير بيفان (بالإنجليزية: Myer Bevan)‏ (23 أبريل 1997 بأوكلاند في نيوزيلندا - ) هو لاعب كرة قدم نيوزلندي في مركز الهجوم. شارك مع منتخب نيوزيلندا تحت 20 سنة لكرة القدم. أما مع النوادي، فقد لعب مع Whitecaps FC 2 ‏.

## وصلات خارجية
- ماير بيفان على موقع الاتحاد الدولي (مؤرشف)  (الإنجليزية)
- ماير بيفان على موقع الدوري الأمريكي (الإنجليزية)
- ماير بيفان على موقع قاعدة بيانات كرة القدم.إي يو (الإنجليزية)
- ماير بيفان على موقع ناشيونال فوتبول تيمز (الإنجليزية)
- ماير بيفان على موقع Soccerbase.com (لاعب) (الإنجليزية)
- ماير بيفان على موقع Soccerway.com (الإنجليزية)
- ماير بيفان على موقع عالم كرة القدم.نت (الإنجليزية)